# Santa María del Invierno
Santa María del Invierno és un municipi de la província de Burgos a la comunitat autònoma de Castella i Lleó. Forma part de la comarca de Montes de Oca.

## Demografia
| 1991 |  | 1996 |  | 2001 |  | 2004 |
| ---- |  | ---- |  | ---- |  | ---- |
| 63   |  | 54   |  | 67   |  | 69   |